# Elisabeth Fraser
Elisabeth Fraser (narozena jako Elisabeth Fraser Jonker; 8. ledna 1920 Brooklyn – 5. května 2005 Woodland Hills) byla americká herečka, nejlépe známá pro své role sebevědomých blondýnek. Narodila se Brooklynu v New Yorku a vzdělávala se na Haiti, ve Francii a v New Yorku.

## Divadlo
Fraser svoji hereckou kariéru zahájila pouhých šest týdnů po maturitě, když byla obsazena do role naivní dívky v broadwayské produkci There Shall Be No Night, která získala Pulitzerovu cenu za sezónu 1940–1941. Fraser poté získala smlouvu se studiem Warner Brothers a objevila se v desítkách filmů.
Jednou z jejích prvních rolí byla postava June Stanley ve filmu The Man Who Came to Dinner, mladá dcera manželského páru z Ohia, která musí snášet výstředního Montyho Woolleyho. Ten ji nabádá, aby se řídila srdcem a šla za mužem, kterého miluje – odborovým předákem v otcově firmě – bez ohledu na to, co si otec myslí. Objevila se také ve filmech All My Sons, Roseanna McCoy a So Big.
Její nejznámější role byla v úspěšném filmu A Patch of Blue (1965), kde hrála kamarádku postavy Shelley Wintersové. Ve filmu Ask Any Girl si zahrála Jeannie po boku Shirley MacLaineové. 
Divadelní kariéra Fraserové trvala přes tři desetiletí a zahrnovala broadwayské produkce The Best Man, The Family a Tunnel of Love (objevila se i ve filmové verzi z roku 1958).

## Televize
Hrála Hazel Norris v televizní verzi pořadu Fibber McGee and Molly,  Frances Warner v McKeever and the Colonel,Josie Ryan v Off We Go, Mildred Hogan v One Happy Family a Joan, dlouholetou přítelkyni seržanta Bilka, v The Phil Silvers Show. Hostovala také v mnoha populárních televizních seriálech, včetně tří vystoupení v Perry Mason, kde si v roce 1966 zahrála Estelle Paige v epizodě The Case of the Sausalito Sunrise. Čtyřikrát se také objevila v seriálu Maude. V roce 1966 se objevila v epizodě Which Doctor? westernového seriálu Gunsmoke Jamese Arnesse, kde hrála Daisy Lou.

## Kniha
Fraser napsala knihu Once Upon a Dime. Sloupek Terryho Vernona v novinách ji popsal jako „humorné vyprávění o tom, co se stane rozvedené herečce se třemi dětmi, která přijede do Hollywoodu.“

## Úmrtí
Elisabeth Fraser zemřela 5. května 2005 na městnavé srdeční selhání v Woodland Hills v Kalifornii ve věku 85 let. Byla zpopelněna a její popel byl rozptýlen do moře.